# Kohlān
Kohlān (persiska: کهلان) är en ort i Iran.   Den ligger i provinsen Östazarbaijan, i den nordvästra delen av landet, 500 km väster om huvudstaden Teheran. Kohlān ligger 1 843 meter över havet och antalet invånare är 423.
Terrängen runt Kohlān är varierad. Runt Kohlān är det ganska tätbefolkat, med 155 invånare per kvadratkilometer. Närmaste större samhälle är Marāgheh, 19,8 km väster om Kohlān. Trakten runt Kohlān består i huvudsak av gräsmarker.